# Stjepan Andrijašević
Stjepan Andrijašević (født 7. februar 1967 i Split, Jugoslavien) er en kroatisk tidligere fodboldspiller (midtbane).
Gennem sin 15 år lange karriere repræsenterede Andrijašević henholdsvis Hajduk Split i sin fødeby, Celta Vigo og Rayo Vallecano i Spanien samt franske AS Monaco. Han spillede også fem kampe for det kroatiske landshold i perioden 1992-1994.